# María José Cifuentes
María José Cifuentes Miranda (Santiago, 1980) es una historiadora y gestora cultural chilena. En 2025, fue nombrada directora del Mercats de les Flors en España.

## Biografía
Nacida en Santiago, Cifuentes cursó una licenciatura en historia en la Pontificia Universidad Católica de Chile. Posteriormente, obtuvo el máster en Práctica Escénica y Cultura Visual de la Universidad de Alcalá en España.
En 2013, se inspiró en El Graner y en el Mercats de les Flors para levantar y dirigir en Santiago el centro de creación de danza NAVE, institución que lideró hasta 2022. Ese mismo año, fue nombrada Directora de Programación, Mediación y Vinculación del Centro Cultural Gabriela Mistral (GAM) en la misma ciudad.
En 2015, dirigió «MOV-S Chile», un proyecto nómada de acción colectiva en Iberoamérica e impulsado por el mismo Mercat de les Flors.
Cifuentes cuenta con una amplia experiencia en dirección, gestión, investigación, docencia y comisariado en el ámbito de las artes escénicas. En su trayectoria, también se ha vinculado a instituciones académicas y culturales de prestigio en España como la Universidad de Alcalá, el Museo Reina Sofía, Medialab Prado, Casa Encendida y Matadero Madrid. Asimismo, es autora de diversas publicaciones especializadas en danza, incluyendo «Historia de la danza en Chile: visiones, escuelas y discursos 1940-1990».
En junio de 2025, fue nombrada directora del Consorcio Mercado de las Flores de Barcelona, sucediendo a Ángels Margarit en septiembre de ese mismo año.